# Notomastus variegatus
Notomastus variegatus är en ringmaskart som beskrevs av Miles Joseph Berkeley 1950. Notomastus variegatus ingår i släktet Notomastus och familjen Capitellidae. Inga underarter finns listade i Catalogue of Life.